# Hockey su prato ai Giochi della XXV Olimpiade
Le gare di hockey su prato alle olimpiadi estive del 1992 si sono svolte a Barcellona in Spagna.

## Formula
Nel torneo maschile hanno gareggiato 12 squadre, inizialmente inserite in due gironi composti da 6 squadre ciascuno in cui ogni squadra affrontava le altre appartenenti allo stesso girone. Le prime due di ogni gruppo sono passate alle semifinali del torneo, in cui le perdenti hanno giocato la finale 3º-4º posto che ha assegnato la medaglia di bronzo, mentre le vincenti si sono qualificate alla finale del torneo che ha assegnato la medaglia d'oro e la medaglia d'argento.
Nel torneo femminile hanno gareggiato 8 squadre, inizialmente inserite in due gironi composti da 4 squadre ciascuno in cui ogni squadra affrontava le altre appartenenti allo stesso girone. Le prime due di ogni gruppo sono passate alle semifinali del torneo, in cui le perdenti hanno giocato la finale 3º-4º posto che ha assegnato la medaglia di bronzo, mentre le vincenti si sono qualificate alla finale del torneo che ha assegnato la medaglia d'oro e la medaglia d'argento.

## Squadre partecipanti

### Uomini
Girone A
- Australia
- Germania
- Gran Bretagna
- India
- Argentina
- Egitto

Girone B
- Pakistan
- Paesi Bassi
- Spagna
- Nuova Zelanda
- Comunità degli Stati Indipendenti
- Malaysia

### Donne
Girone A
- Germania
- Spagna
- Australia
- Canada

Girone B
- Corea del Sud
- Gran Bretagna
- Paesi Bassi
- Nuova Zelanda

## Calendario
| Uomini | 1°T |     | 1°T |     | 1°T | 1°T |     | 1°T |    | SF | 5-12 | 5-12   | Finale | 1 |
| Donne  |     | 1°T |     | 1°T |     |     | 1°T |     | SF |    | 5-8  | Finale |        | 1 |
| Totale |     |     |     |     |     |     |     |     |    |    |      | 1      | 1      | 2 |

|  | Qualificazioni |  | FINALI |

## Podi
| Evento          | Oro | Argento | Bronzo |
| Torneo maschile | Germania Michael Knauth Christopher Reitz Carsten Fischer Jan-Peter Tewes Volker Fried Klaus Michler Andreas Keller Michael Metz Christian Blunck Sven Meinhardt Michael Hilgers Andreas Becker Stefan Saliger Stefan Tewes Christian Mayerhöfer Oliver Kurtz | Australia John Bestall Warren Birmingham Lee Bodimeade Ashley Carey Gregory Corbitt Stephen Davies Damon Diletti Lachlan Dreher Lachlan Elmer Dean Evans Paul Lewis Graham Reid Jay Stacy Michael York David Wansbrough Ken Wark | Pakistan Tahir Zaman Rana Mujahid Ali Anjum Saeed Muhammad Shahbaz Muhammad Khalid Farhad Hassan Khan Shahid Ali Khan Musaddiq Hussain Muhammad Qamar Ibrahim Khawaja Muhammad Junaid Muhammad Asif Bajwa Khalid Bashir Wasim Feroz Mansoor Ahmad Shahbaz Ahmad Muhammad Akhlaq Ahmad |

| Evento           | Oro | Argento | Bronzo |
| Torneo femminile | Spagna Anna Maiques Celia Correa Elisabeth Maragall María Ángeles Rodríguez María Carmen Barea Marívi González Maider Tellería María Isabel Martínez Mercedes Coghen Nagore Gabellanes Natalia Dorado Nuria Olivé Silvia Manrique Sonia Barrio Teresa Motos Virginia Ramírez | Germania Britta Becker Tanja Dickenscheid Nadine Ernsting-Krienke Christine Ferneck Eva Hagenbäumer Franziska Hentschel Caren Jungjohann Katrin Kauschke Irina Kuhnt Heike Lätzsch Susanne Müller Tina Peters Simone Thomaschinski Bianca Weiß Anke Wild Susie Wollschläger | Gran Bretagna Joanne Thompson Helen Morgan Lisa Bayliss Karen Brown Mary Nevill Jill Atkins Vickey Dixon Wendy Fraser Sandy Lister Jane Sixsmith Alison Ramsay Jackie McWilliams Tammy Miller Mandy Nicholls Kathryn Johnson Susan Fraser |

## Medagliere per nazioni
| Pos.   | Nazione     | Oro | Argento | Bronzo | Totale |
| ------ | ----------- | --- | ------- | ------ | ------ |
| 1      | Germania    | 1   | 1       | 0      | 2      |
| 2      | Spagna      | 1   | 0       | 0      | 1      |
| 3      | Australia   | 0   | 1       | 0      | 1      |
| 4      | Pakistan    | 0   | 0       | 1      | 1      |
| 4      | Regno Unito | 0   | 0       | 1      | 1      |
| Totale | Totale      | 2   | 2       | 2      | 6      |